# Otto Mockenhaupt
Otto Mockenhaupt (* 15. Mai 1912 in Herdorf; † 1. August 1972 in Siegen) war ein deutscher Politiker (SPD).

## Leben
Mockenhaupt arbeitete seit 1927 als Bergmann auf der Eisengrube San Fernando in Herdorf und war dort Betriebsratsvorsitzender.
Mockenhaupt war Kreistagsmitglied im Landkreis Altenkirchen (Westerwald) und rückte am 1. Juli 1953 für den ausgeschiedenen Abgeordneten Hans Böhm in den Rheinland-Pfälzischen Landtag nach. Bei der Bundestagswahl 1953 kandidierte er auf der Landesliste der SPD Rheinland-Pfalz, verpasste aber den Einzug ins Parlament. Bei den Landtagswahlen 1955 und 1959 wurde er jeweils über den Landtagswahlkreis 1 in den Landtag gewählt, dem er bis 1963 angehörte.